# Le Voleur d'éternité
Le Voleur d'éternité (titre original The Thief of Always) est un roman écrit et illustré par Clive Barker. Cet ouvrage pour la jeunesse a été publié pour la première fois en 1992 au Royaume-Uni. L'histoire est celle d'un garçon de dix ans qui, invité dans une maison magique, se rend compte que le maître des lieux l'utilise pour voler aux enfants leur jeunesse et s'assurer l'immortalité.

## Résumé
Harvey Swick est un garçon de dix ans qui vit à Millsap, une cité résidentielle. Il s'ennuie à l'école et trouve son quotidien sans intérêt. Un jour, il fait la rencontre d'un individu étrange nommé Rictus. Ce dernier lui propose de l'emmener dans un lieu paradisiaque réservé aux enfants, la Maison de vacances. Harvey accepte et tous deux pénètrent dans la Maison de vacances par un faux mur dissimulé dans un endroit reculé de la ville.
La Maison de vacances se présente comme un univers où tous les désirs sont exaucés. Les quatre saisons se succèdent dans la journée, c'est Noël chaque jour, Halloween chaque soir. Au début, tout se passe à merveille : Harvey se fait de nouveaux amis, Wendell et Lulu, deux enfants comme lui. Ils s'amusent et ne connaissent plus l'ennui.
Mais bientôt Harvey découvre l'existence d'un lac inquiétant à proximité de la maison, rempli de créatures étranges comme des poissons carnivores qui auraient été humains autrefois. Après un mois passé dans la Maison de vacances, il commence à nourrir des soupçons, renforcés par la disparition de Lulu. En interrogeant Mme Griffins, la cuisinière, il découvre l'horrible vérité : toutes ces plaisirs ne sont qu'illusions et les enfants sont en réalité prisonniers de Mr Hood, le maître des lieux. 
Harvey et Wendell tentent de s'enfuir et regagner le monde réel par le même mur de brouillard qu'Harry avait traversé à l'aller. Après plusieurs tentatives infructueuses, ils parviennent enfin à s'échapper. À leur retour, ils font une découverte effrayante : pour chaque jour passé dans la Maison, un an s'est écoulé dans le monde réel. Ainsi, Mr Hood, leur a volé trente et un ans de leur vie ! Tous deux décident alors de retourner dans la Maison de vacances, décidés à récupérer leur temps volé.
Mais Wendell retombe sous le charme de la maison et oublie leur mission. Harvey sait que Mr Hood fait fonctionner toute la maison grâce à la magie et que toutes ses illusions sont faites de poussière et de cendres. Après avoir affronté l'une après l'autre Carna, Rythme et Crypta, les créatures de Mr Hood qui barrent son chemin, il défie le sorcier et le vainc en exploitant la faille de son pouvoir : il énonce le plus vite possible une série de vœux extravagants, épuisant les réserves de magie de Hood qui se désagrège ainsi que la Maison. Toutefois, Mr Hood parvient à se reconstituer un corps à partir des décombres. Impressionné par le courage et la volonté de Harvey, il lui propose de devenir un voleur d'éternité, un être immortel se nourrissant du temps des enfants.
Harvey refuse. Dans la confrontation finale qui s'ensuit, Hood est précipité dans le lac maudit et un tourbillon l'aspire au fond. Avec sa disparition, les enfants qui étaient prisonniers du lac et condamnés à vivre éternellement sous forme de poisson carnivore, repartent par le mur de brouillard dans leur époque respective.
De retour chez lui, Harvey raconte son aventure à ses parents. Lorsqu'il les conduit sur les lieux de la Maison, il n'y a plus qu'une vaste verdure à la place des ruines. Il y retrouve Lulu, qui a maintenant une cinquantaine d'années, alors qu'Harvey en a toujours dix.

## Illustrations
Clive Barker a dessiné lui-même les illustrations en noir et blanc de l'histoire, ainsi que la couverture originale. Son site officiel a une galerie en ligne où elles sont exposées.

## Sources
- (en) Cet article est partiellement ou en totalité issu de l’article de Wikipédia en anglais intitulé « The Thief of Always » (voir la liste des auteurs).